# Myrcia splendens
Espèce
Synonymes
- Aulomyrcia costata (DC.) O.Berg[1]
- Aulomyrcia wullschlaegeliana O.Berg[1]
- Cumetea divaricata (Lam.) Raf.[1]
- Eugenia divaricata Lam.[1]
- Eugenia fallax Rich.[1]
- Eugenia laxiflora Poir.[1]
- Eugenia mikaniana DC.[1]
- Eugenia paniculiflora Steud.[1]
- Myrcia acuminata (Kunth) DC.[1]
- Myrcia barrensis O.Berg[1]
- Myrcia catharinae O.Berg[1]
- Myrcia dictyoneura Diels[1]
- Myrcia elongata O.Berg[1]
- Myrcia fallax (Rich.) DC.[1]
- Myrcia gardneriana O.Berg[1]
- Myrcia hayneana DC.[1]
- Myrcia impressa O.Berg[1]
- Myrcia kegeliana O.Berg[1]
- Myrcia laevigata O.Berg[1]
- Myrcia macrophylla DC.[1]
- Myrcia negrensis O.Berg[1]
- Myrcia oerstediana O.Berg[1]
- Myrcia pellucida O.Berg[1]
- Myrcia reticulata O.Berg[1]
- Myrcia sartoriana O.Berg[1]
- Myrcia tingens O.Berg[1]
- Myrcia velutina O.Berg[1]
- Myrcia ypanemensis O.Berg[1]
- Myrtus acuminata Kunth[1]
- Myrtus bracteolaris Poir.[1]
- Myrtus complicata Kunth[1]
- Myrtus deflexa Kunth[1]
- Myrtus polyantha Kunth[1]
- Myrtus splendens Sw.[2] [1] [3]

Statut de conservation UICN

 LC  : Préoccupation mineure
Myrcia splendens est une espèce de plantes à fleurs de la famille des Myrtaceae. C'est un arbuste ou un arbre que l'on trouve du sud du Mexique jusqu'en Amérique tropicale. Il pousse en milieu tropical humide. On l'utilisa comme remède médical ou comme nourriture.

## Liste des variétés
Selon Tropicos (10 avril 2019) (Attention liste brute contenant possiblement des synonymes) :
- variété Myrcia splendens var. chrysocoma McVaugh
- variété Myrcia splendens var. guantanamana Borhidi & O. Muñiz
- variété Myrcia splendens var. microporo O. Berg
- variété Myrcia splendens var. mini (Aubl.) DC.
- variété Myrcia splendens var. obscura O. Berg
- variété Myrcia splendens var. robustior Kuntze
- variété Myrcia splendens var. splendens

## Publication originale
- Prodromus Systematis Naturalis Regni Vegetabilis 3: 244. 1828. (mid Mar 1828)